# Період Едо
35° пн. ш. 136° сх. д. / 35° пн. ш. 136° сх. д.
Пері́од Е́до (яп. 江戸時代, えどじだい, Едо дзідай) — період в історії Японії з 1603 по 1868 рік. Тривав від часу заснування сьоґунату Токуґава до його ліквідації і реставрації прямого імператорського правління.
Назва періоду походить від міста Едо (сучасне Токіо), головної резиденції сьоґунів і політично-адміністративного центру Японії 17 — середини 19 століття. Цю добу інколи називають періодом Токуґава — за іменем родини сьоґунів.
Період Едо характеризувався відносно стабільним і мирним життям японців впродовж 250 років, розквітом самурайської і міської культур, забороною християнства і контактів із Західним світом.

## Перша половина періоду Едо

### Утворення сьоґунату Едо

#### Токуґава Іеясу і сьоґунат в Едо

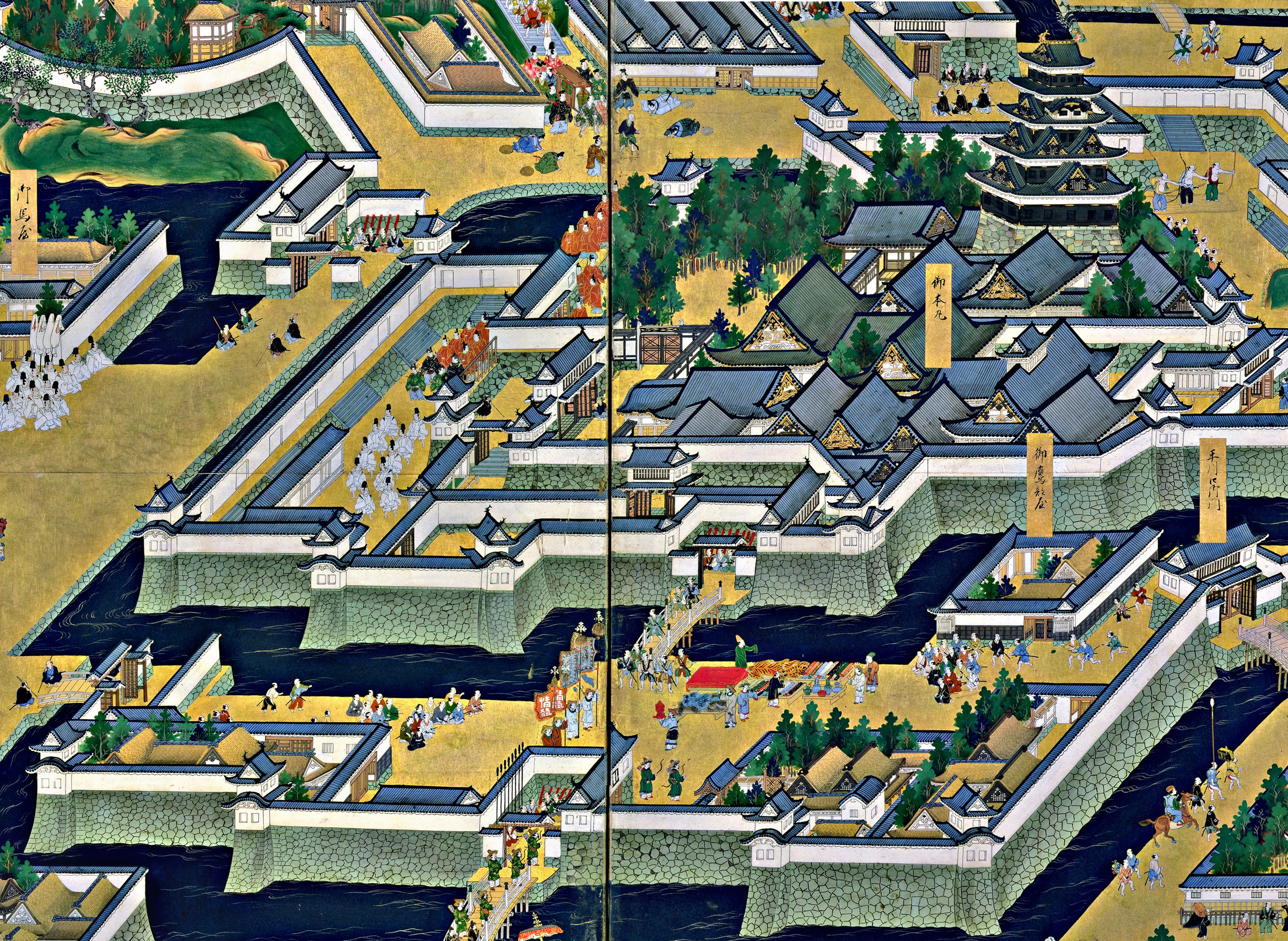
Головний двір і тенсю замку Едо, резиденції сьоґунів Токуґава.

Після смерті Тойотомі Хідейосі місце всеяпонського лідера зайняв його васал Токуґава Іеясу. Його землі знаходились у регіоні Канто з центром у замку Едо. У 1600 році (5 році Кейтьо), заручившись підтримкою багатьох самурайських володарів, Токуґава розбив у битві при Секіґахара опозицію з західнояпонських даймьо на чолі з Ісідою Міцунарі.
У 1603 році Іеясу отримав від імператора пост великого сьоґуна — завойовника варварів і заснував новий сьоґунат Едо з центром у своїй резиденції. У 1615 році він ліквідував колишній сюзеренівський рід Тойотомі й остаточно утвердив владу свого самурайського уряду. Час існування цього уряду називають періодом Едо (1603—1868).
Міць сьоґунату трималася на його васалах — хатамото і ґокенінах, а також безпосередньо підконтрольних володіннях, які складали одну четверту всіх земель Японії. Самурайський уряд володів монопольним правом у зовнішній політиці і чеканці монети. За правління 3-го сьоґуна Токуґави Іеміцу сформувався адміністративний апарат сьоґунату.

#### Стосунки сьоґуна і даймьо
Самурайські володарі, які мали землі з доходом понад 10 тисяч коку, називалися даймьо і перебували у сюзеренсько-васальних стосунках із сьоґуном. Між даймьо, котрих в Японії нараховувалось близько 200-300 чоловік, була встановлена ієрархія відповідно до рівня близькості до сьоґунського дому — родичі Токуґави (сімпан), давні васали (фудай) і нові васали (тодзама).
Для усіх самурайських володарів уряд видав «Закони для військових домів», за якими даймьо не мали права без дозволу центру будувати замки у своїх землях і укладати один між одним політичні шлюби. Даймьо, які не дотримувалися цих заборон, позбувалися своїх володінь, або переводилися у менш прибуткові райони країни. Для контролю і підтримання фінансового виснаження самурайських володарів сьоґунат створив систему почергових відряджень, за якими даймьо мусили через кожен рік прибувати до сьоґунської ставки в Едо і мешкати там протягом року. Окрім цього, за розпорядженням уряду, самурайські володарі мусили виконувати будівничу і військову повинності на користь центру. Проте, незважаючи на такий політичний і фінансовий тягар, даймьо мали повну свободу в управлінні своїми володіннями. Ці володіння, а також організація управління ними на чолі з даймьо називались «васальними країнами» хан.
Окрім суворого контролю за регіонами, сьоґунат обмежив права імператорського двору, перетворивши його на залежну від самурайського уряду управлінську систему. За «Заборонами імператору і куґе», уряд Едо зобов'язувався фінансово підтримувати двір, але водночас ліквідовував його земельні володіння у країні.

### Внутрішня і зовнішня політика сьоґунату

#### Закордонна торгівля і «японські містечка»

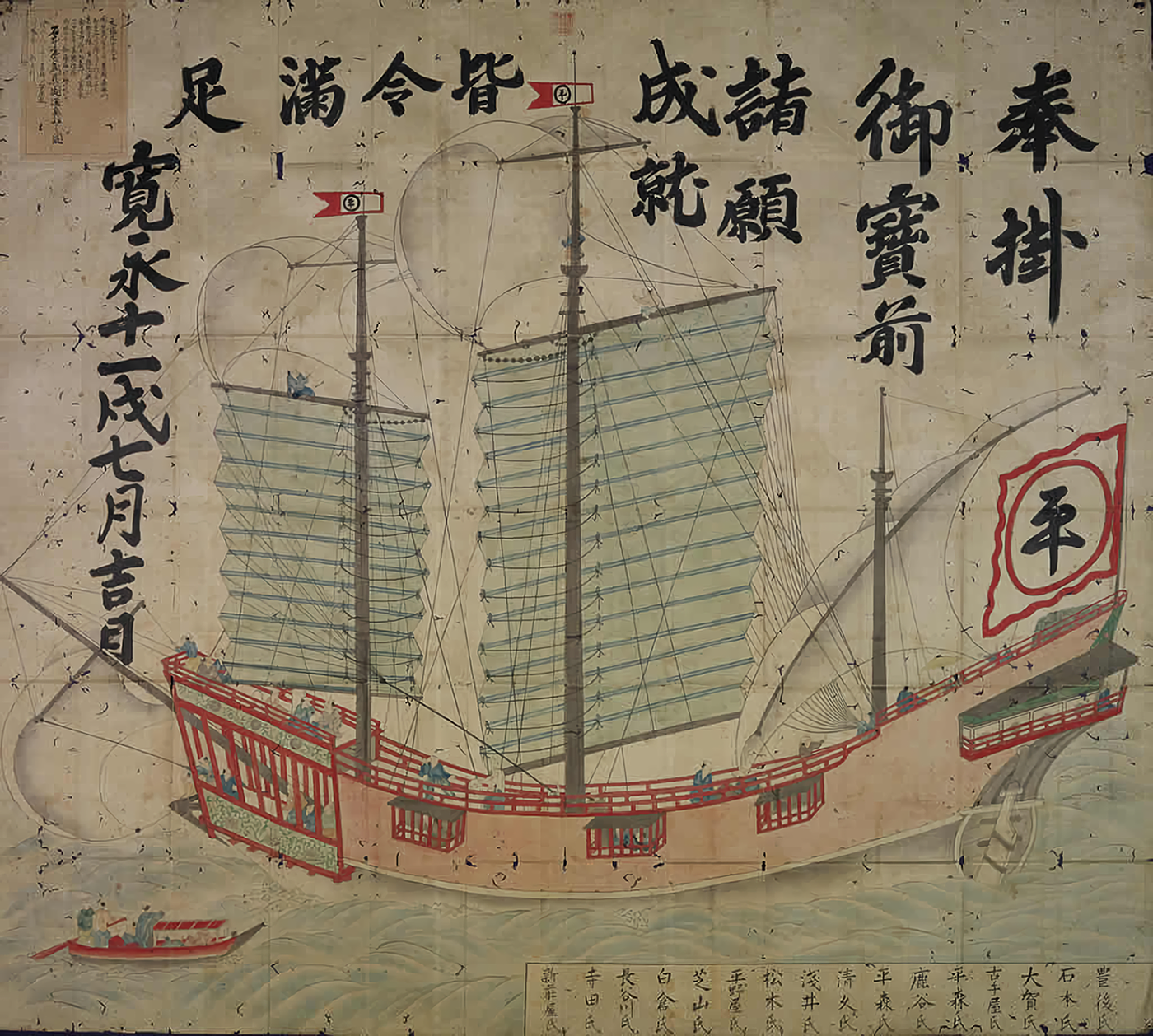
Ліцензований корабель сюінсан 1634 року.

Штурм сімабарських повстанців. Тіла християн зібрані у ямах.

Токуґава Іеясу всіляко заохочував торгівлю. У 1604 році (9 році Кейтьо) за його наказом кораблі західних даймьо та купців міст Сакаї і Наґасакі, які торгували за кордоном, мусили отримували офіційні ліцензії — грамоти з червоними печатками сюін (朱印), аби за морем їх судна не плутали з піратськими. Ліцензовані кораблі, що називалися сюінсен, активно торгували на Тайвані, Макао, та різних регіонах Південно-Східної Азії.
Чимало японців, які вирушали закордон, поселялися там, утворюючи перші японські торгові колонії, «японські містечка» ніппон-маті (日本町). На початок 17 століття кількість заморських японців становила близько 10 000 чоловік. Найбільш відомим серед них був Ямада Наґамаса, який отримав від Сіамського короля високий чиновницький титул.

#### Обмеження торгівлі і заборона християнства
На перших порах сьоґунат сприяв торговельним відносинам з іноземними країнами і привітно ставився до християнства. Завдяки цьому скарбниця уряду поповнювалась, а кількість японських християн зростала. Однак протистояння європейських країн на японському ринку, а саме безпідставні доноси і звинувачення протестантських Англії і Голландії на адресу португальських та іспанських купців у намаганнях завоювати Японію, через поширення християнства, змусили самурайський уряд переглянути свій зовнішньополітичний курс. У 1614 році (19 році Кейтьо) сьоґунат видав заборони на сповідування християнства а прибуття іспанських суден до Японії заборонили у 1624 році. Поступово були накладені обмеження на виїзд японських торгових човнів з країни. У 1635 році центральний уряд взагалі заборонив японцям покидати Японію або повертатись до неї у випадку перебування закордоном.

#### Повстання у Сімабараі політика сакоку
У 1637 році (14 році Кан'ей) на острові Кюсю, півострові Сімабара, спалахнуло повстання місцевих селян-християн через жорстокі гоніння на їхню віру та непомірні побори властей. Лідером виступу став 16-річний самурай Амакуса Токісада. Стурбований розмахом і успіхами повстанців, сьоґунат вислав проти них 125-200 тисячну армію і зміг винищити їх наступного року. Події на Сімабарі підштовхнули уряд пришвидшити реалізацію свого анти-християнського курсу. Було запроваджено систему припису населення до місцевих буддійських храмів, за якою всі японці примусово підлягали реєстрації в «реєстрі перевірки осіб за релігійною належністю» при регіональних храмах, а під час відряджень чи переїзду отримувати від них довідки, про свою приналежність до буддистської общини.
У 1639 році (16 році Кан'ей) сьоґунат видав останній наказ сакоку, заборонивши португальським судам прибувати до Японії. З усіх європейських країн лише Голландія, флот якої допоміг у придушенні християн Сімабари, отримала дозвіл самурайського уряду на торгівлю. Японська влада перемістила голландську факторію з Хірадо до штучного острова-резервації Дедзіма у Наґасакі.
Така політика сьоґунату направлена на обмеження торгівлі, контактів із Заходом та виїзду японців закордон отримала назву сакоку — політика «закритої країни». Її головною метою було стабілізація влади самурайського уряду через викорінення християнства в Японії. Частково ізолювавши країну, сьоґунат продовжував торгівлю з Азійськими країнами і Голландією, але під своїм пильним монопольним контролем.

### Міжнародні відносини в часи «ізоляції»

#### Торгівля у Дедзіма

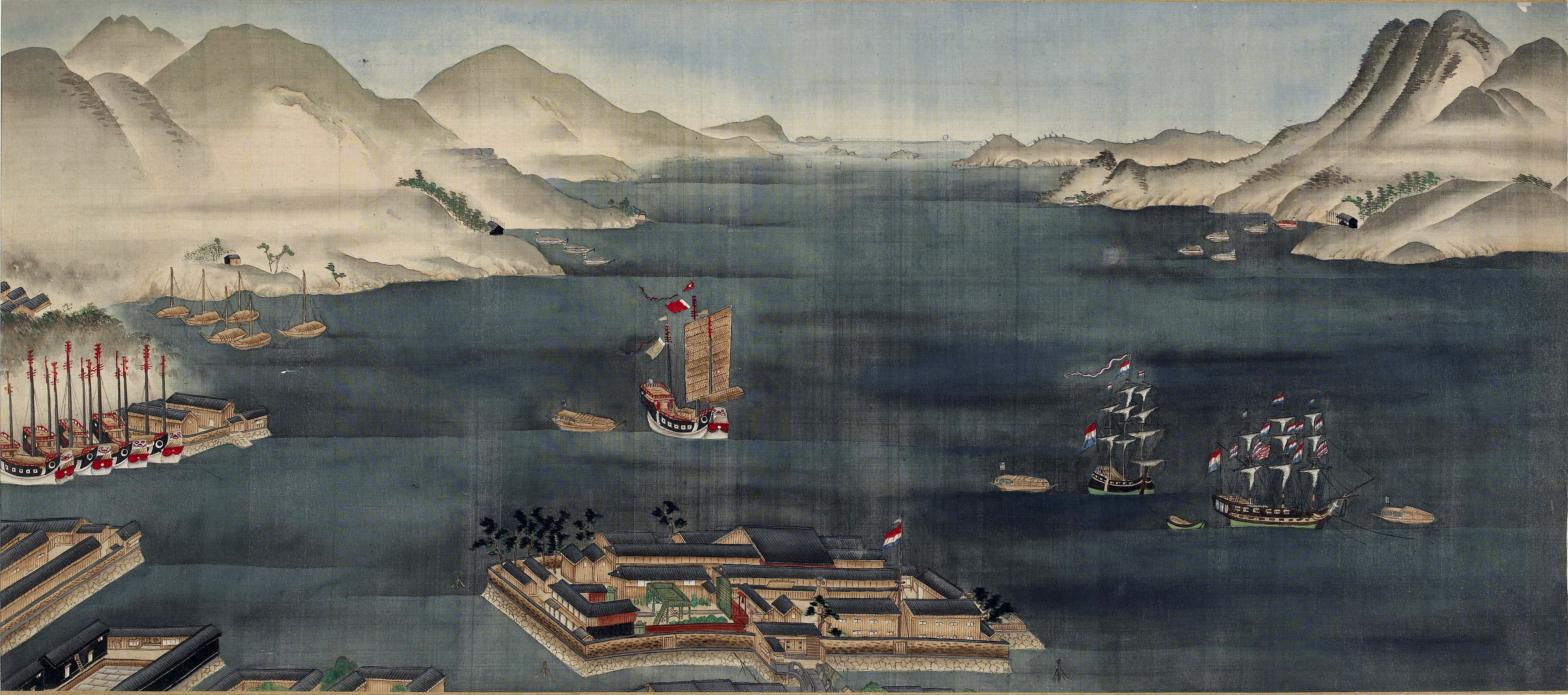
План штучного острова Дедзіма — єдине вікно Японії в Європу.

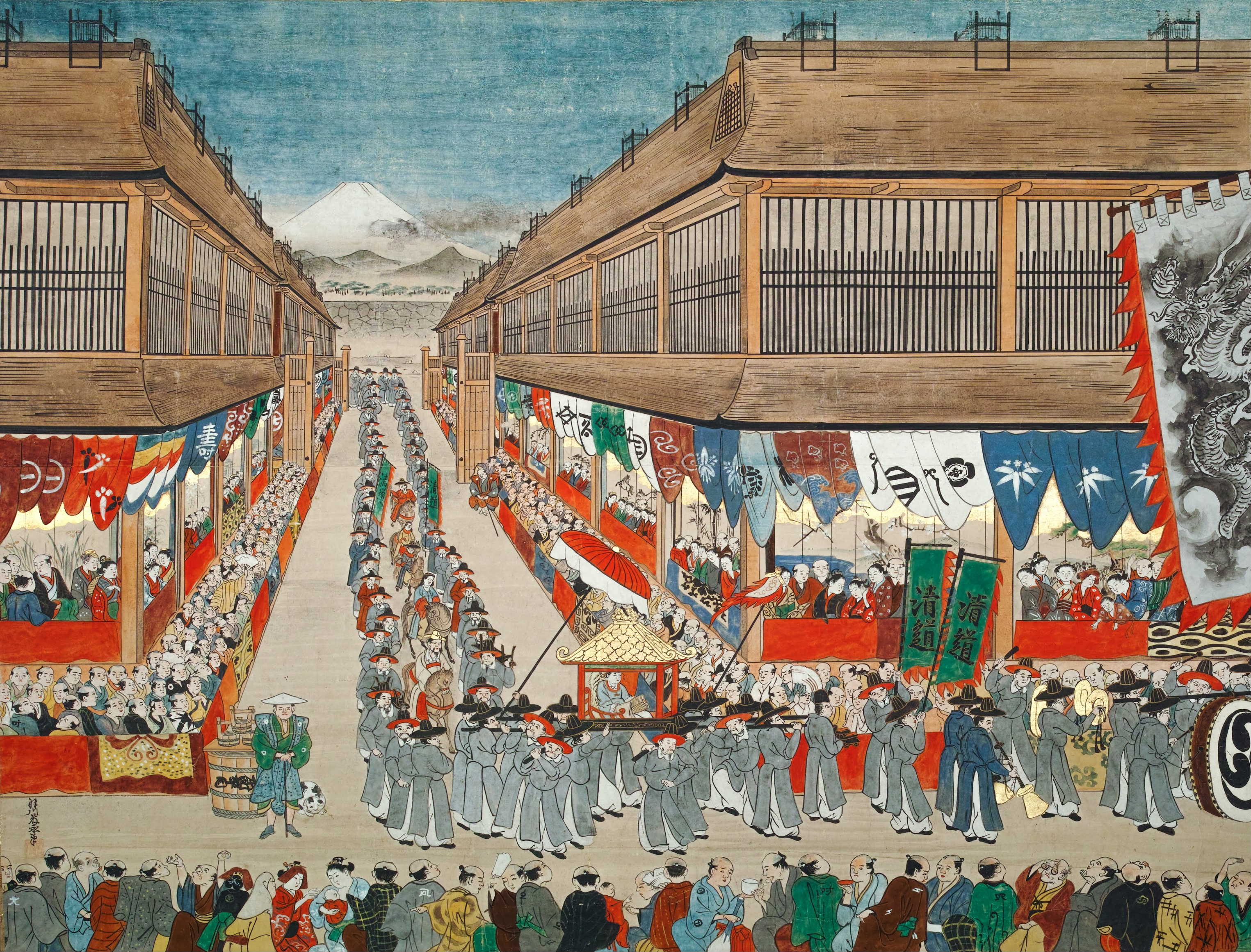
Процесія корейського посольства в японському місті.

Дедзіма у Наґасакі слугувала центром торгівлі з Голландією. Її кораблі привозили до Японії шовкові нитки, тканини і книги з Китаю, а також годинники та підручники з Європи. Японці експортували спочатку сировину — мідь і срібло, а згодом почали вивозити кераміку імаріякі. Сьоґунат зобов'язав голову голландської факторії складати «Описи звичаїв Голландії» (фусецуґакі), завдяки яким дізнався про події закордоном. Хоча голландці монополізували торгівлю Японії з Європою і Китаєм, за першими наглядали численні урядовці, тоді як купці останнього інколи прибували до Наґасакі та мешкали поблизу Дедзіми — в окремому кварталі Тодзін Ясікі; охорона китайців була менш суворою, ніж у випадку з голландцями.

#### Відносини з Кореєю, Рюкю і айнами
За життя Іеясу були відновлені відносини з Кореєю, що перервалися через вторгнення армій Хідейосі у цю країну. Японію почали регулярно відвідувати корейські посольства, які знайомили остров'ян із здобутками корейської культури. Центром торгівлі між обома країнами став японський острів Цусіма, володіння роду Со. За дозволу корейського уряду близько 500–1000 купців цього острова мали свою факторію у південнокорейському місті Пусан. Він став єдиним портом, відкритим для японців; вони були обмежені торгівлею лише з факторії на околиці міста, в поселенні Вегван, де японських купців ізолювали так само, як останні це робили з голландцями у Дедзімі.
На початку 17 століття самурайський рід Сімадзу з володінь Сацума-хан завоював королівство Рюкю, змусивши тамтешній монарший рід Сьо стати васалом сьоґунів Токуґава. Японці зберегли давній, але формальний васалітет Рюкю від китайської імперії Цін використовуючи королівство як посередника у японсько-китайській торгівлі. Центром японсько-рюкюських відносин стала провінція Сацума.
Торгівлею і обміном із айнськими «Землями Едзо» відали владі володінь Мацумае-хан на півдні Хоккайдо. Основними товарами експорту айнів були морепродукти і шкіри тварин. Оскільки айни торгували також на північному сході Китаю, через них до рук японців потрапляло чимало китайських товарів, особливо тканини і одяг який дістав назву «айнської парчі». Японці не завжди торгували чесно, що було причиною низки айнських повстань. Найпотужнішим з них був виступ під проводом Сякусяїна.

### Суспільство періоду Едо

#### Станова система

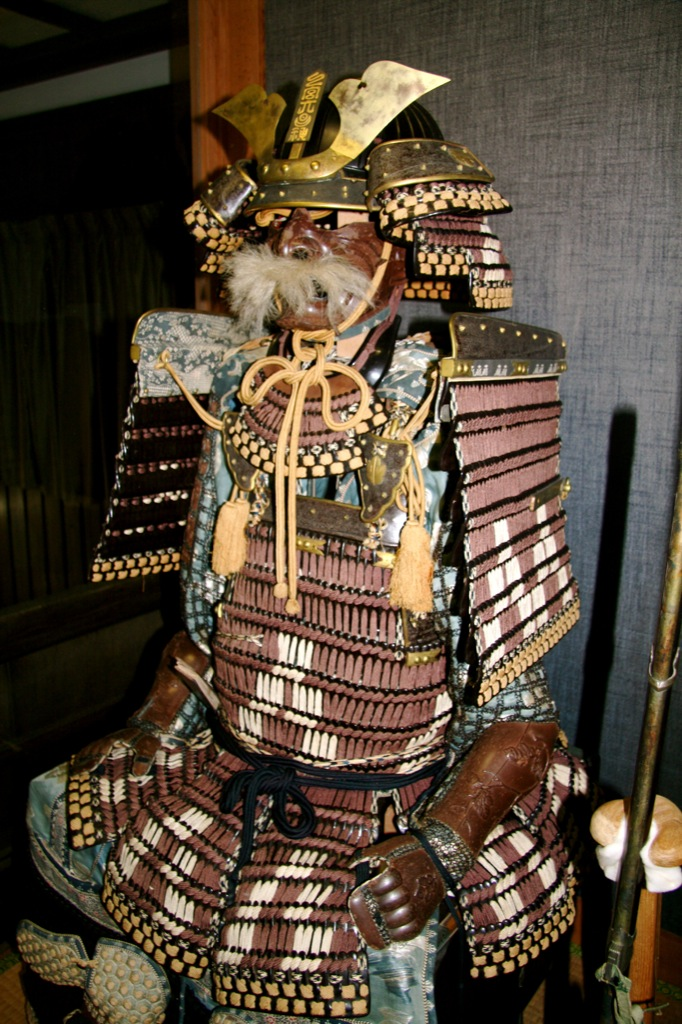
Самурайський обладунок періоду Едо.

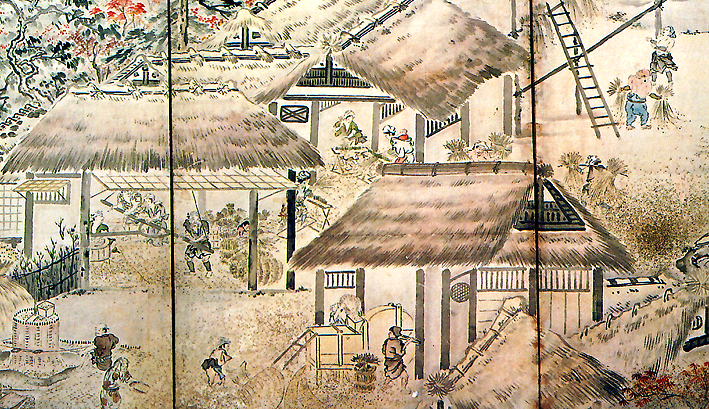
Вигляд японського села 18 століття.

Японське суспільство 17—19 століть було поділене на стани за професійною ознакою. Традиційна історіографія виділяє чотири основних стани — військовиків, селян, ремісників і торговців (士農工商, сі-но-но-сьо), а новітня дещо більше — самураї, селяни, міщани (ремісники і торговці), аристократи куґе, священнослужителі храмів і святилищ. Суспільством керували самураї-військовики, які відповідали за захист країни та виконання цивільних адміністративних функцій. Привілеєм військового стану був дозвіл мати прізвище і два самурайські мечі. В свою чергу, утримання влади військовиків покладалося на плечі селян і міщан, виробників продукції та стимуляторів товарообігу, у вигляді податків. Станова система дозволяла підтримувати стабільність японського соціуму, в якому окремі професійні групи доповнювали один одного. Вона не мала спадкового характеру і жорстких кордонів, дозволяючи селянам і міщанам за вислуги ставати самураями, а самураям приймати у свої родини дітей з сільських чи купецьких сімей. Поза становою системою знаходилась група паріїв, так званих «недоторканих» або «нелюдей», професійними заняттями яких були утилізація відходів, кожум'яцтво і прибирання. Ця група була об'єктом презирства представників різних станів.

#### Села
Японська економіка періоду Едо була напівнатуральною і залежала від поставок данини рисом. Її збір проводили у селах місцеві посадовці — сільські голови нанусі (名主) або сьоя (庄屋), голови п'ятірок і селянські делегати, які контролювали общинні орні землі, води і гори, а також виконували різні управлінські функції на селі. Більшість рішень приймалися колегіально. Мешканці кожного села поділялися на п'ятірки, члени яких перебували у круговій поруці, спільно сплачуючи данину і запобігаючи злочинам. Між п'ятірками одного села існував звичай взаємодопомоги.
Задля стабілізації поставок данини рисом, сьоґунат забороняв продаж землі і обмежував селян, зосереджуючи їх лише на польових роботах і різних повинностях. Більшість сіл сплачували податки вчасно, вважаючи це державним обов'язком. Проте інколи, через непомірні побори, селяни скаржилися даймьо чи безпосередньо сьоґунату, або, у крайньому випадку, піднімали селянські бунти.

#### Міста
У результаті впровадження станової системи і відриву васалів від земельних ділянок у провінції, самураї були переселені у призамкові міста своїх сюзеренів. Для забезпечення життєдіяльності таких самурайських містечок, до них стали переміщатися ремісники і купці, яких стали називати міщанами. Влада накладала на них грошові податки на виробництво і перевезення. Найбагатші або найвідоміші міщани могли вступати до міської управи і виконувати адміністративну роботу в місті.

### Розвиток економіки

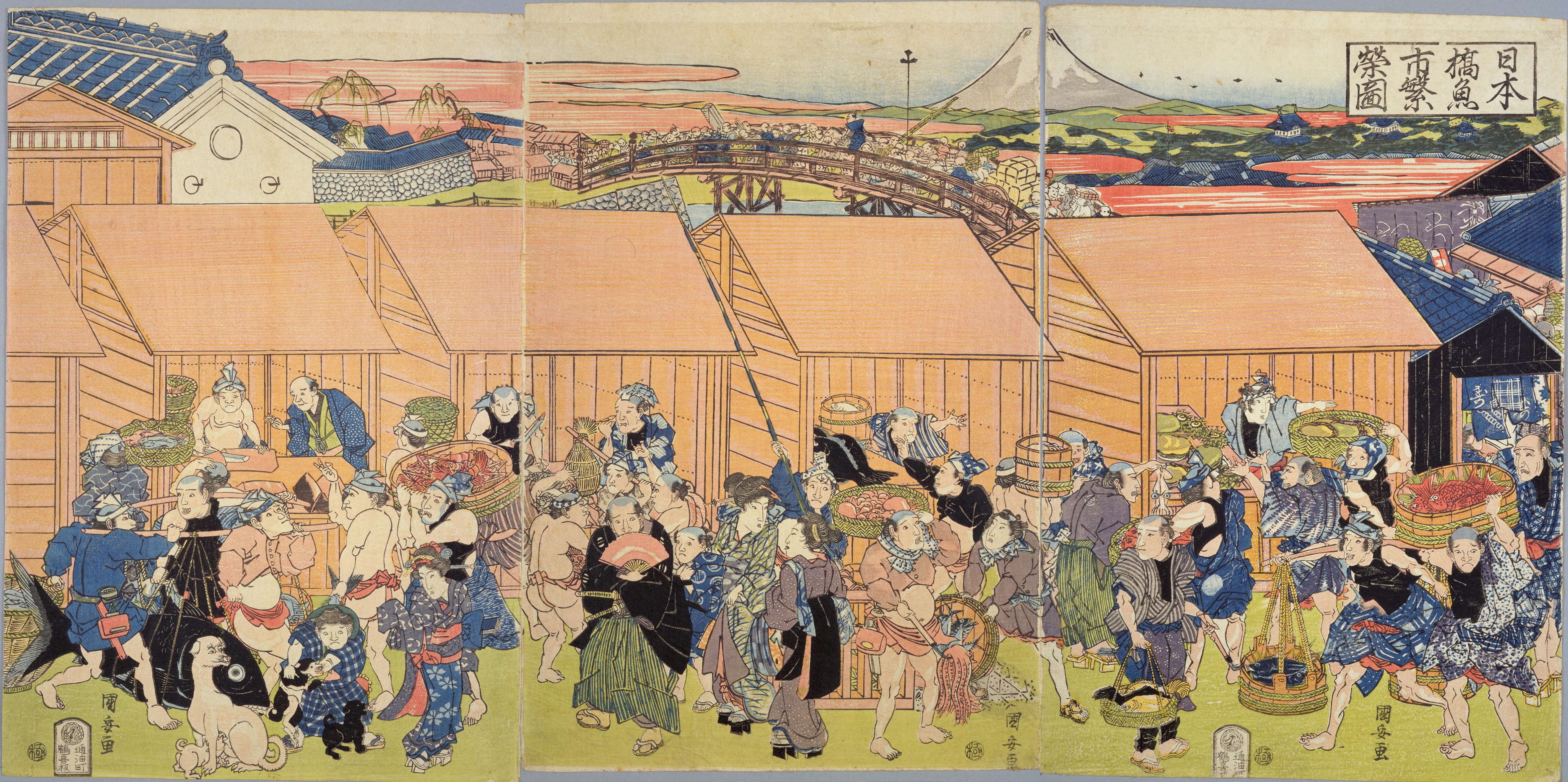
Нихонбасі, процвітання рибного ринку (період Едо) Утагави Куніясу

#### Сільське господарство

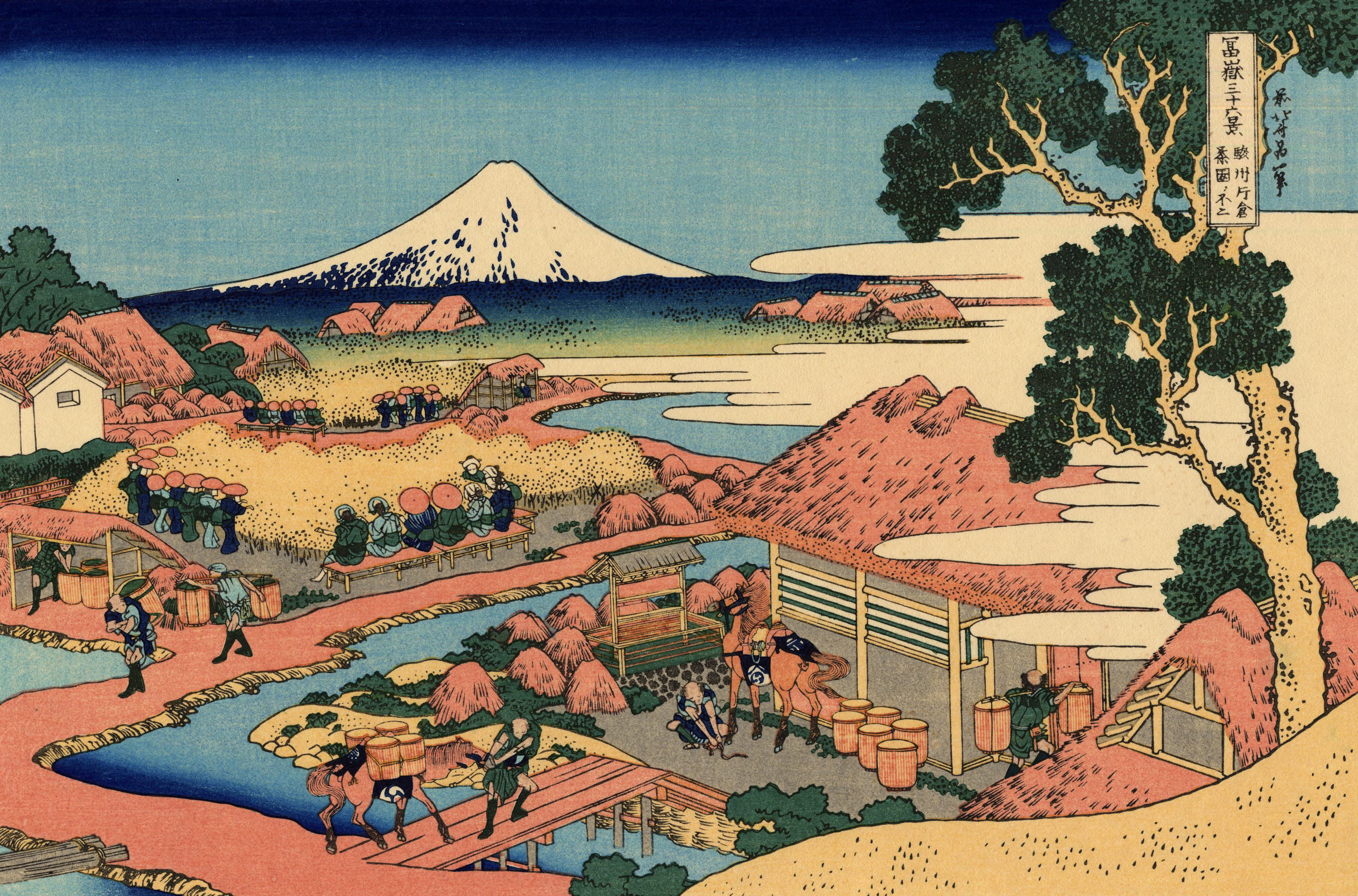
Чайні поля у провінції Суруґа.

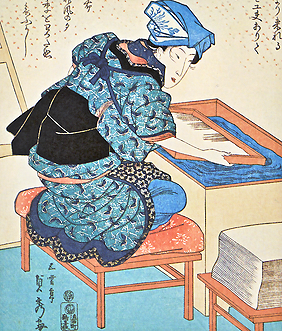
Виготовлення японського паперу.

З настанням мирного життя японці заходились активно розвивати своє господарство. За наказами властей розпочалось розширення старих і створення нових заливних полів, шляхом освоєння цілинних земель та проведення масштабних іригаційних робіт у берегів річок і морів. За перші 100 років існування самурайського уряду площа усіх орних земель зросла удвічі. Разом з тим, збільшилась продуктивність праці завдяки появі нових знарядь — мотики Біттю та тисячозубої молотилки, а також використанню добрив — сушених сардин і ріпакової олії. Широкого розмаху набуло вирощення торгових культур —конопель, бавовни, чаю, ріпаку, барвників індиго і сафлору.

#### Промисловістьітранспорт
Підйом сільського господарства сприяв розвитку промисловості і збільшенню населення. У результаті розростання призамкових міст підвищився попит на деревину для будівництва жител, що дало поштовх для лісництва і лісообробки. Також зародилося виробниче рибальство — у провінціях Ава і Сімоса (сучасна префектура Тіба) виловлювали сардину, у Тоса (сучасна префектура Коті) — бонітів і китів, у «землях Едзо» — херінґу і морську капусту комбу. Поряд з цим, на узбережжі провінцій Внутрішнього японського моря набуло розвитку солеварництво. Зріс попит на вироби майстрів-лакувальників урусі, гончарів та ливарників.
Японські гірники відкрили нові копальні золота на острові Садо (сучасна префектура Ніїґата), срібла у районі Ікуно провінції Сеццу (сучасна префектура Хьоґо) та міді у місцевості Асіо провінції Сімоцуке (сучасна префектура Тотіґі). З цих металів чеканилася монети, які були в обігу по всій Японії.
Сьоґунат приділяв належну увагу розвитку транспортної інфраструктури. В Японії було оснащено п'ять доріг, головною з яких була Токайдо — шлях з Едо до Кіото. На цих дорогах рівномірно були споруджені гостинні двори для перепочинку подорожуючих. Також була створена ефективна поштова система з гінців хікяку. Окрім наземних шляхів набули великого значення водні, завдяки активній морській торгівлі між регіонами.

#### Розквіт «трьох міст»
У період Едо міста Едо, Осака і Кіото набули значення всеяпонських центрів. Перше було резиденцією сьоґуна і адміністративно-політичним центром країни. Воно вважалося головним містом самурайського уряду. На початок 18 століття Едо, яке нараховувало мільйон мешканців, перетворилося на найбільший міський центр тогочасного світу.
Осака була містом купців. До нього поступали різноманітні товари з усієї Японії. Через це місто часто називали «кухнею Піднебесної». Усі володіння хан мали у Осаці свої склади-садиби кураясікі, з яких продавали місцевим купцям рис і особливі товари зі своїх володінь. Різноманітна продукція, яка стікалися до цього міста, перевозилися згодом до Едо на кораблях.
Кіото було столицею Японії і культурним центром країни. Воно залишалось центром монархії та імператорського двору. Місто славилось ремеслами, які потребували високої мистецької підготовки майстрів — декоративний розпис, зброярство, лакування урусі.
Окрім цих трьох міст особливо розвинулися такі міста як Наґасакі, Каґошіма, Хіросіма, Мацуяма, Наґоя, Канадзава, Міто, Сендай та інші. Також виникали нові містечка довкола гостинних дворів і храмів.

### Доба Цунайосі та культура Ґенроку

#### «Цивільне правління» Цунайосі

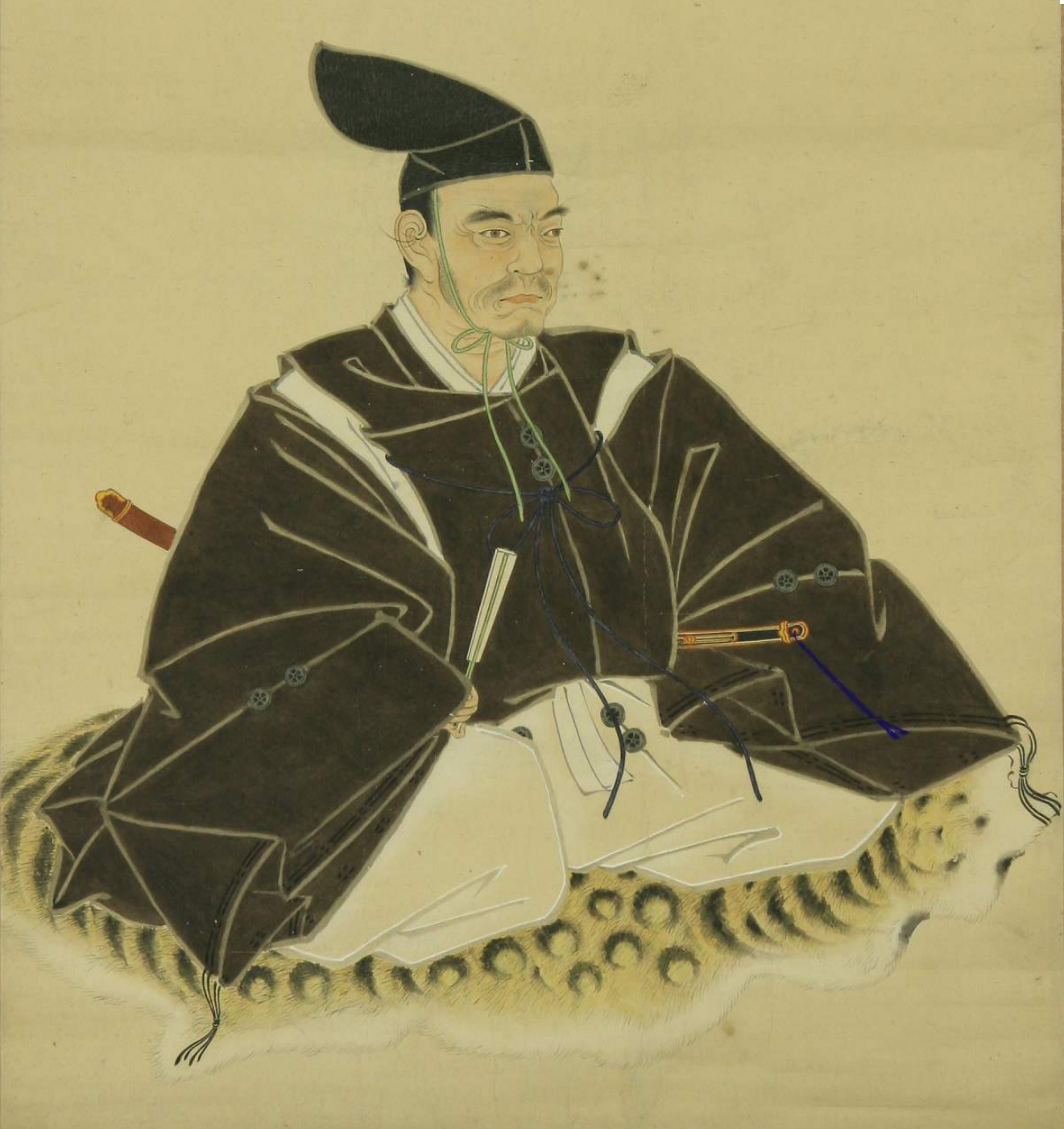
Араї Хакусекі — визначний мислитель періоду Едо.

На середину 17 століття правління сьоґунату в Японії стабілізувалося. 5 сьоґун Токуґава Цунайосі видав «Закон про співчуття живим істотам», за яким забороняв викидати небажаних немовлят та старців з дому, а також убивати будь-яких тварин — від собак до комах. Звівши храм Юсімасейдо на честь Конфуція, він піклувався про поширення конфуціанства у країні. Оскільки Цунайосі цінував науки, а не бойові мистецтва, його правління називають «цивільним».
Втім часи Цунайосі не були популярними в народі. За вбивство собаки людей карали засланням на далекі острови, а любов сьоґуна до релігії виснажила державну скарбницю через постійне будівництво храмів і святилищ. Після смерті Цунайосі, за правління 6 і 7 сьоґунів, їхній радник Араї Хакусекі скасував «закон про співчуття» і налагодив фінансову систему країни.

#### Культура Ґенроку
З другої половини 17 по початок 18 століття, в роки Ґенроку, зародилася нова міська культура з центром у Кіото і Осаці. Її називають культурою Ґенроку.
У ці часи почали виходити ілюстровані оповідання укійо-дзосі, які описували повсякденне життя мешканців міст. Найпопулярнішим видавцем бестселлерів став Іхара Сакусай. Японське кабукі трансформувалось з танцю у театральне мистецтво. Ляльковий театр нінґьо дзьорурі був реформований драматургом Тікамацу Мондзаемоном, який створив для нього чимало ліричних п'єс. Разом з цим нового розвитку набула поезія у особі Мацуо Басьо, який підвищив хайку до рівня мистецтва.
|                                                                                               |
| Ширма «Бог вітру, бог грому» (відома репліка роботи Таварая Сотацу, виконана Оґатою Коріном.) |

У образотворчому мистецтві художник Оґата Корін поєднав традиційні прийоми Таварая Сотацу з новими віяннями. Його знаменитим шедевром є панно «ширма ластівкових квітів». Водночас з'явився новий популярний жанр гравюр укійо-е, основними темами якого стали звичаї і повсякденність японського міста. На цьому поприщі здобув славу художник Хісікава Моронобу.

#### Розвиток наук
За часів правління сьоґунату науки перестали бути здобутком еліти суспільства. Все частіше до них залучалися представники міщан і селян. Головним вченням у середовищі самураїв стало конфуціанство, а точніше його течія — чжусіанство, яке закликало підданих до вірного служіння і покори владі, а владу — до чесного і відданого правління. Починаючи від часів Токуґави Іеясу, який сприяв діяльності вченого Хаясі Радзана, чжусіанство стало відігравати роль державної ідеології. Під її впливом оформився кодекс самурайської честі бусідо. Окрім чжусіанської течії конфуціанства, в Японії була представлена янмінська течія в роботах Накае Тюдзю та інших.
У природничих науках особливо відзначились Міядзакі Ясусада, який видав першу в Японії систематизовану працю з агрономії «Збірка творів з сільського господарства» і Секі Такакадзу, який самостійно винайшов спосіб розв'язання рівнянь та обчислив число пі. У цілому, на кінець 17 століття рівень японських наук не поступався західним.

## Друга половина періоду Едо

### Реформи Кьохо і політика Тануми

Токуґава Йосімуне.

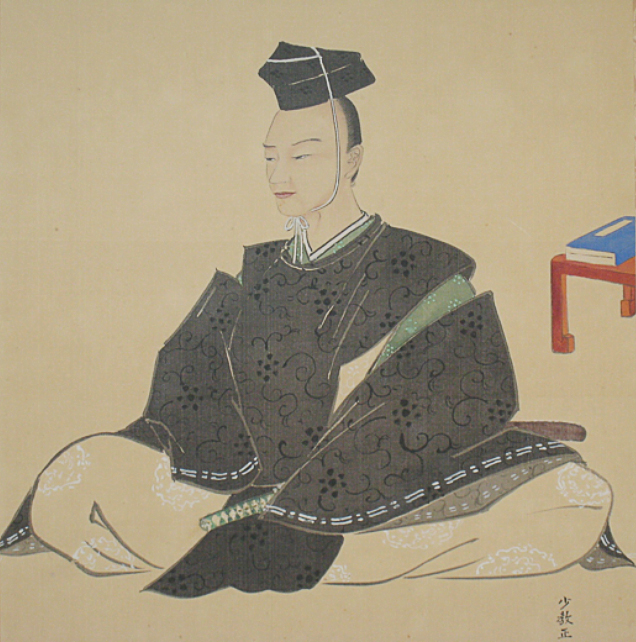
Танума Окіцуґу.

#### Реформи Кьохо
Із настанням 18 століття зросло виробництво рису і з'явився попит на товари першої необхідності у містах. Грошова економіка поширилася на японські села. Купівля знарядь та добрив, розведення технічних і садових культур стали нормою. Через це ціни на рис знизилися, що зумовило хронічний дефіцит бюджету сьоґунату й ханів, фінанси яких залежали від поставок натуральної данини.
1716 року (1 році Кьохо) 8-й сьоґун Токуґава Йосімуне розпочав низку перетворень спрямованих на поповнення скарбниці сьоґунату. Вони отримали назву «реформи Кьохо». Задля зменшення видатків, Йосімуне видав «Закони про заощадження» витрат васалів, а для збільшення прибутку сьоґунату встановив додатковий податок рисом для ханів на користь центрального уряду. Також, сьоґун стимулював освоєння цілинних земель та підняв податки.
Окрім цього, Йосімуне видав «Затверджені положення про судочинство», в яких встановив стандарти для розгляду судових справ і дозволив простолюдинам скаржитися на адміністрацію. У той же час було створено перші міські пожежні служби в місті Едо.

#### «Доба Тануми»
Після сьоґуна Йосімуне, який відновив фінанси уряду шляхом зосередження на натуральній економіці, його справу продовжив Танума Окіцуґу, вищий чиновник сьоґунатівської адміністрації. Він намагався поповнити скарбницю не рисом, а грошима, сприяючи торгівлі та розвитку промисловості. Танума офіційно визнав монопольні права японських картелів кабунакама в обмін на сплату ними високих податків, а також інвестував у освоєння земель Хоккайдо. Незважаючи на початковий успіх його курсу, Танума був згодом змушений піти у відставку. Втручання заможних купців у політику спричинило поширення хабарництва у адміністраціях усіх рівнів і викликало масові протести населення. На додаток, потужне виверження вулкана Асаномаяма у 1783 році (3 році Теммей), яке принесло посуху і голод, стала причиною численних селянських повстань. Часи урядування Тануми Окуцуґу називають «добою Тануми».

### Реформи Кансей і Темпо

#### Реформи Кансей і доба Оґосьо

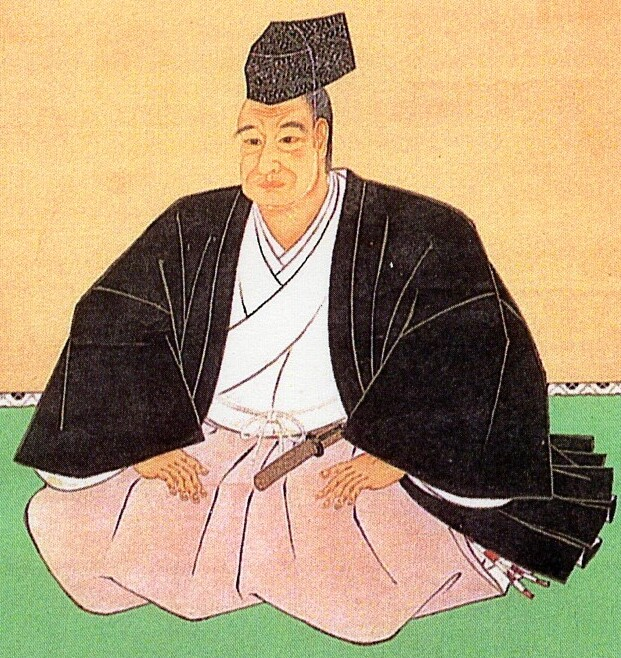
Мацудайра Саданобу.

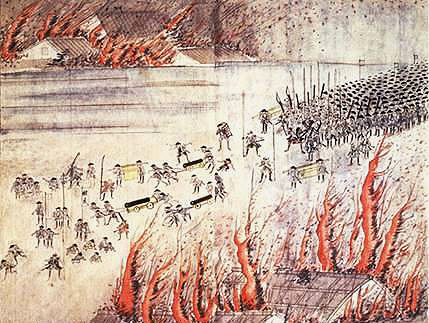
Повстання Ошіо. Осака у вогні.

У 1787 році (7 році Теммей) на посаду Тануми було призначено Мацудайра Саданобу. Він заперечував курс свого попередника «збагачення через торгівлю» і ставив за взірець політику Йосімуне — «збагачення через заощадження». Мацудайра розпочав низку перетворень, що були спрямовані на реформування японського села. Його курс отримав назву «реформи Кансей». Мацудайра силою повертав селян на їхню батьківщину з міст і обмежував вирощування сільськогосподарської продукції на продаж. Натомість він стимулював вирощування рису і звів у селах комори для його зберігання на випадок голоду. Задля врятування васалів сьоґунату з лихварської кабали, Мацудайра скасував усі їхні боргові зобов'язання, але змушував самураїв жити «економно». У цілому, реформи не вирішували проблем суспільства, а заморожували їх, викликаючи невдоволення населення.
Після Мацудайри, справами уряду почав займатися 11 сьоґун Токуґава Ієнарі. Він відмінив політику заощадження та підтримку села, повівши курс на сприяння торгівлі та розвитку міст. Навіть після своєї прижиттєвої відставки з посади сьоґуна він продовжував утримувати усі реальні владні важелі у своїх руках. Його правління часто називають «добою Оґосьо», за назвою його відставної резиденції і титулу.

#### Голод і реформи Темпо
У першій половині 19 століття Японію спіткала низка лих — декількарічні неврожаї та масовий голод. Сьоґунат не вдався до заходів з врятування населення країни, а навпаки, наказав своїм купцям скуповувати збіжжя і рис в провінціях для відправки у свою резиденцію в Едо. Подібна позиція уряду викликала протест не лише серед простого люду, а навіть військовиків-чиновників високого рангу. Так, у 1837 році (8 році Темпо) в Осаці спалахнуло повстання Ошіо Хейхачіро, чиновника місцевої управи, яке, хоча і було придушено за один день, свідчило, що сьоґунат втрачає підтримку серед тих, на кому він тримається — самураїв.
У 1841 році (12 році Темпо) уряд під керівництвом високопосадовця Мідзуно Тадакуні спробував виправити ситуацію. Було взято курс на відновлення села і придушення комерції. Селянам наказали повернутись з міст до домівок і вирощувати рис, торгувати яким заборонялось. У свою чергу акціонерні товариства купців були розпущені задля збиття високих цін на продукти харчування. Аби зосередити населення на виробництві і сільському господарстві були видані «закони про заощадження» та заборони на масові гуляння, в тому числі театр кабукі. Курс Мідзуно отримав назву «реформ Темпо», який протривав лише 2 роки через свою непопулярність і неефективність.
Водночас перетворення тривали і в ханах. Зокрема західнояпонські Сацума-хан (сучасна префектура Каґошіма) і Тьосю-хан (сучасна префектура Ямаґуті) змогли вийти з фінансової скрути шляхом залучення до управління талановитих самураїв з низів і розвитку торгівлі. Здобувши багатство і створивши новий управлінський апарат, обидва хани стали найвпливовішими у всій Японії і отримали силу протистояти центральному уряду.

### Втручання іноземних держав

Пам'ятник Мамія Ріндзо, досліднику острова Карафуто, відомому нині як Сахалін.

З кінця 18 століття у японських берегів почали часто з'являтися кораблі іноземних держав, колоніальних імперій Заходу. Японський уряд дотримувався ізоляційної політики «закритої країни», відмовляючись вступати у зносини з Європою чи Америкою, з пересторогою ставлячись до них.
У 1792 році (4 році Кансей) посольство Російської імперії на чолі з Лаксманом запропонувало японцям укласти торговий договір, але сьоґунат відмовився. У відповідь росіяни атакували японські поселення на півдні Сахаліну і Курильських островах. З остраху перед іноземним вторгненням з півночі, самурайський уряд поставив під свій безпосередній контроль острів Хоккайдо, який до того часу знаходився у володінні Мацуе-хан, і відрядив дослідницькі експедиції під проводом Кондо Дзюдзо і Мамія Ріндзо до Сахаліну і річки Амур з метою розвідати потенціал агресивного сусіда.
Окрім Росії до Японії почали приставати кораблі Великої Британії, яка розпочала гонитву за колоніями в Азії. У 1808 році (5 році Бунка) британський корабель «Фентон» атакував голландську факторію у Нагасакі, вимагаючи її передачі і тим самим втягуючи японський нейтральний уряд у конфлікти далекої Європи. Також японців часто турбували судна США, які вимагали води і палива.
У відповідь на агресію і нехтування японськими законами сьоґунат видав у 1825 році (8 році Бунсей) «Закон про відбиття іноземних кораблів», спрямований на посилення берегової оборони і дотримання курсу ізоляції. Проти такої політики виступили ряд японських вчених-західників, такі як Такано Тьоей і Ватанабе Кадзан, яким був відомий справжній військовий потенціал іноземних держав і можливі наслідки для Японії у разі війни з ними. Однак центральний уряд придушив цю опозицію.

### Культура Касей
У середині 18 століття місто Едо стало найбільшим японським культурним центром країни, обігнавши традиційні Кіото і Осаку. Культура цього періоду, що сформувалася на основі міських звичаїв Едо, називають «культурою Касей».
У літературі того часу набули популярності сатиричні вірші сенрю і кьока. Мешканці Едо зачитувалися комедійними оповіданнями «Подорож дорогою Східного моря» Дзіппенся Ікку та «Сучасні лазні» Сікітея Самби, що висміювали життя японських простолюдинів. Також, набув визнання розважальний історико-фантастичний твір Кьокутея Бакіна «Переказ про вісім собак Сатомі з півдня Ави». У поезії прославилися Йоса Бусон та Кобаясі Ісса, які також були художниками.
Театр кабукі, ляльковий театр нінґьо-дзюрурі, комедійні розповіді ракуґо були на піку своєї популярності. Доми куртизанок користувались підвищеним попитом. Практично кожен день відбувалися свята присвячені сотням храмів і святилищ міста Едо. Серед простого люду також поширився звичай паломництва до синтоїстського святилища Ісе і буддистських храмів Сікоку.
Кінець 18 — перша половина 19 століття стали «золотою добою» кольорових гравюр укійо-е. У ці часи прославились портретисти Кітаґава Утамаро і Тосюсай Сяраку та пейзажисти Кацусіка Хокусай і Утаґава Хіросіґе. Їх роботи справили значний вплив на європейську школу імпресіоністів 2 половини 19 століття.
|                                                            |                |                                                      |
| «За хвилями канагавського моря» (укійо-е Кацусіка Хокусая) | Вистава кабукі | «Та, що дує у свистульку» (укійо-е Кітаґави Утамаро) |

На противагу міщанським різнобарвним гравюрам, серед самураїв залишався популярним традиційний монохромний живопис. Його традиції продовжували Іке но Тайґа і Ураґамі Ґьокудо.

### Нові науки та ідеї

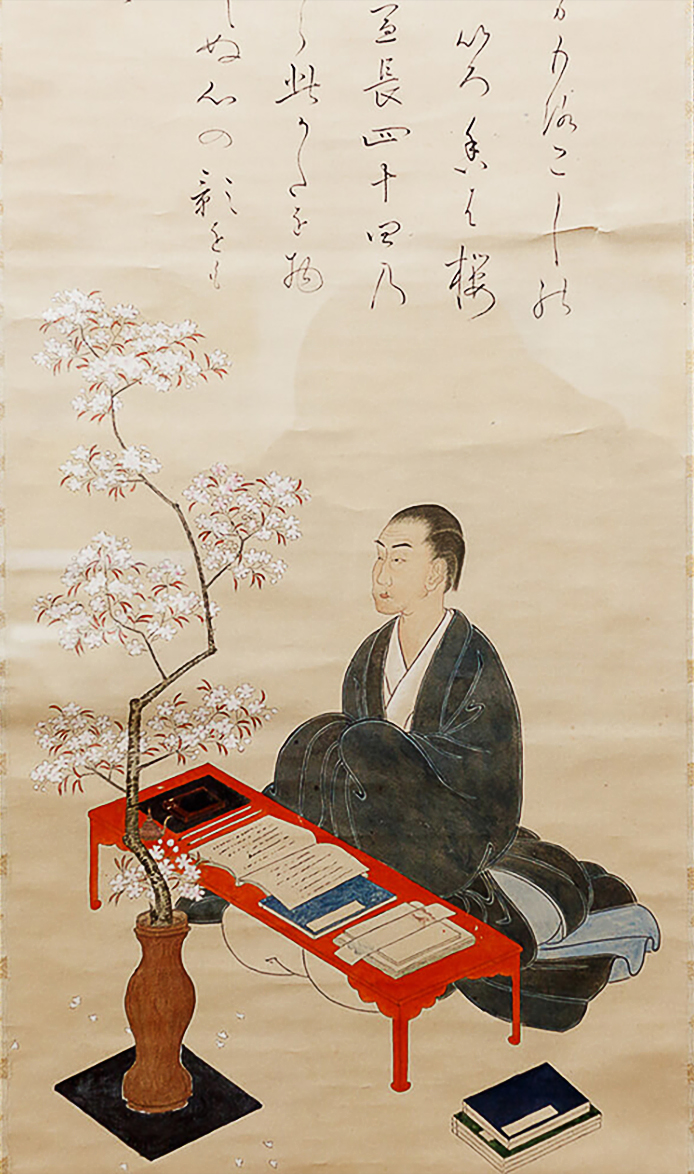
Автопортрет 44-річного Мотоорі Норінаґи.

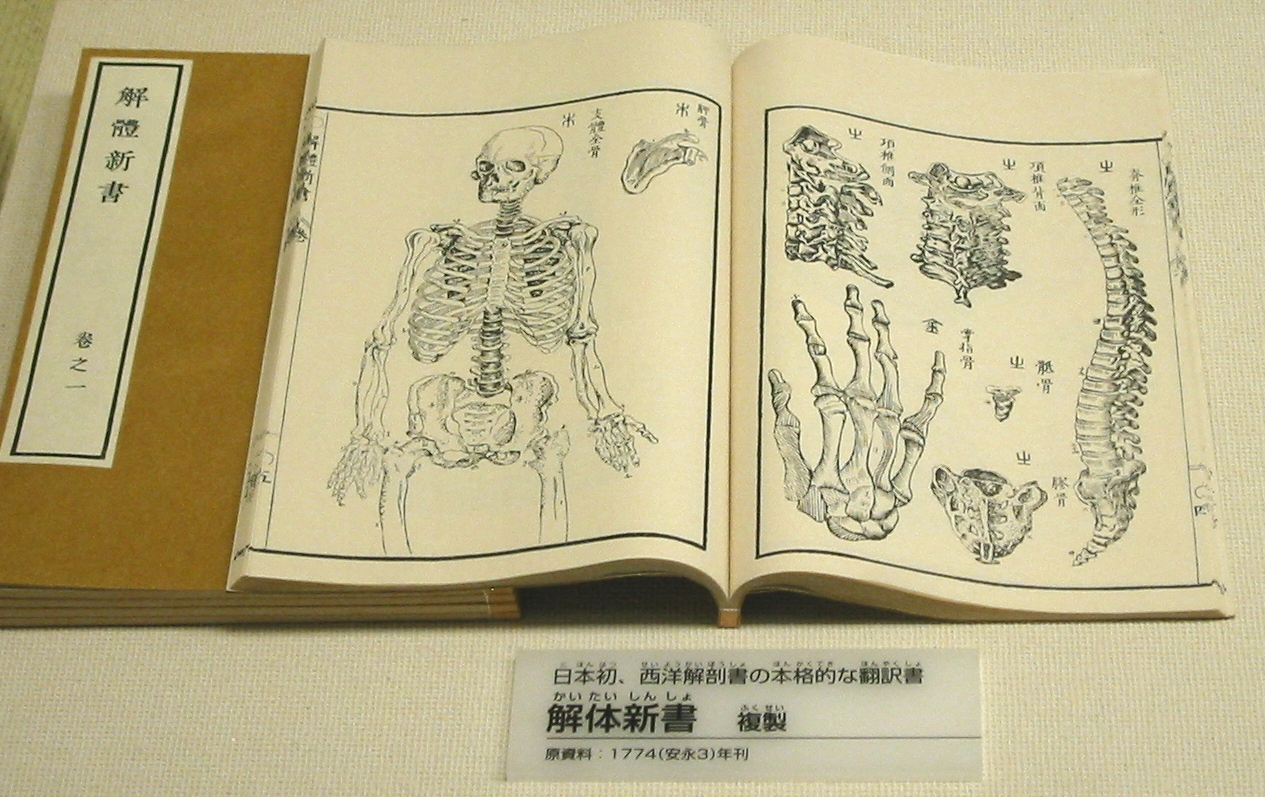
«Новий підручник Анатомії» Суґіти і Маено (1774).

З 18 століття в Японії ґрунтовна початкова освіта стала доступною для простолюдинів. На ряду з державними і ханськими школами для самураїв, існували громадські школи теракоя, куди приймали всіх без станових обмежень. Головними предметами було читання, писання і арифметика. У самурайських школах викладали окремо основи конфуціанства. У цілому, рівень освіченості і грамотності у Японії був одним з найвищих у світі.
Серед нових наук було «країнознавство» кокуґаку і «голландознавство» ранґаку. Перша займалась вивчення японської унікальності і духу через японську класику, а друга — опануванням досягнень європейських точних і природничих наук.
Основи кокуґаку були закладені Мотоорі Норінаґою, який, досліджуючи «Кодзікі», висунув теорію «незмінності імператорської династії Японії» (万世一系), обґрунтовуючи стародавність, унікальність і відповідно, верховенство японської монархії у світі. Ідеї кокуґаку справили значний вплив на міське і сільське населення країни, будучи частково інкорпорованими у японський націоналістичний світогляд.
Поштовхом для розвитку рангаку став дозвіл 8 сьоґуна Йосімуне завозити і вивчати будь-які європейські книги окрім релігійно-філософської літератури. На їх основі науковці Суґіта Ґемпаку і Маено Рьотаку переклали і видали «Новий підручник анатомії», а дослідник Хіраґа Ґеннай самотужки винайшов електрогенератор. Центром рангаку було місто Нагасакі, де знаходилась голландська факторія. Саме там німецький лікар і енциклопедист Франц Зібольд виховав багатьох японських анатомів і лікарів.
Окрім цього особливого розвитку набула географія. Так, дослідник Іно Тадатака, на основі своїх спостережень і знань у галузі вітчизняної і заморської картографії склав першу точну карту Японського архіпелагу.
Починаючи з кінця 18 століття у зв'язку з поступовим наближенням держав Заходу до Японії, у країні спалахнула дискусія щодо того, як боронити «божественні острови» від агресивних іноземців. Хаясі Хей у «Бесідах про війська морських держав» радив уряду дотримуватися політики ізоляції і укріпити місто Едо, оскільки добре оснащені флоти іноземців могли легко захопити його. Йому вторив, Аїдзава Сейсісай, який наполягав на вигнані «варварів» та шануванні монархії. З іншого боку, історик Рай Сан'йо у своїй популярній «Неофіційній історії Японії» ставив під сумнів спроможність самурайського уряду протистояти Заходу і натякав на необхідність відновлення в країні прямого імператорського правління.

### «Відкриття» Японії

#### Візит Перрі

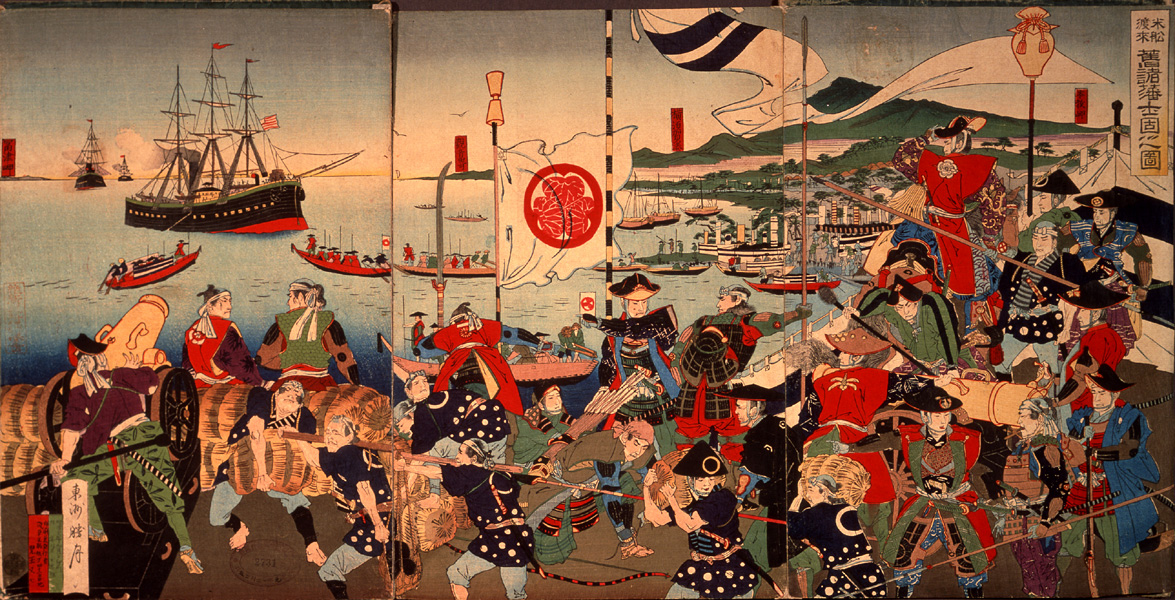
Несподівана поява кораблів Перрі у 1853. Японці готуються відбити непроханих гостей.

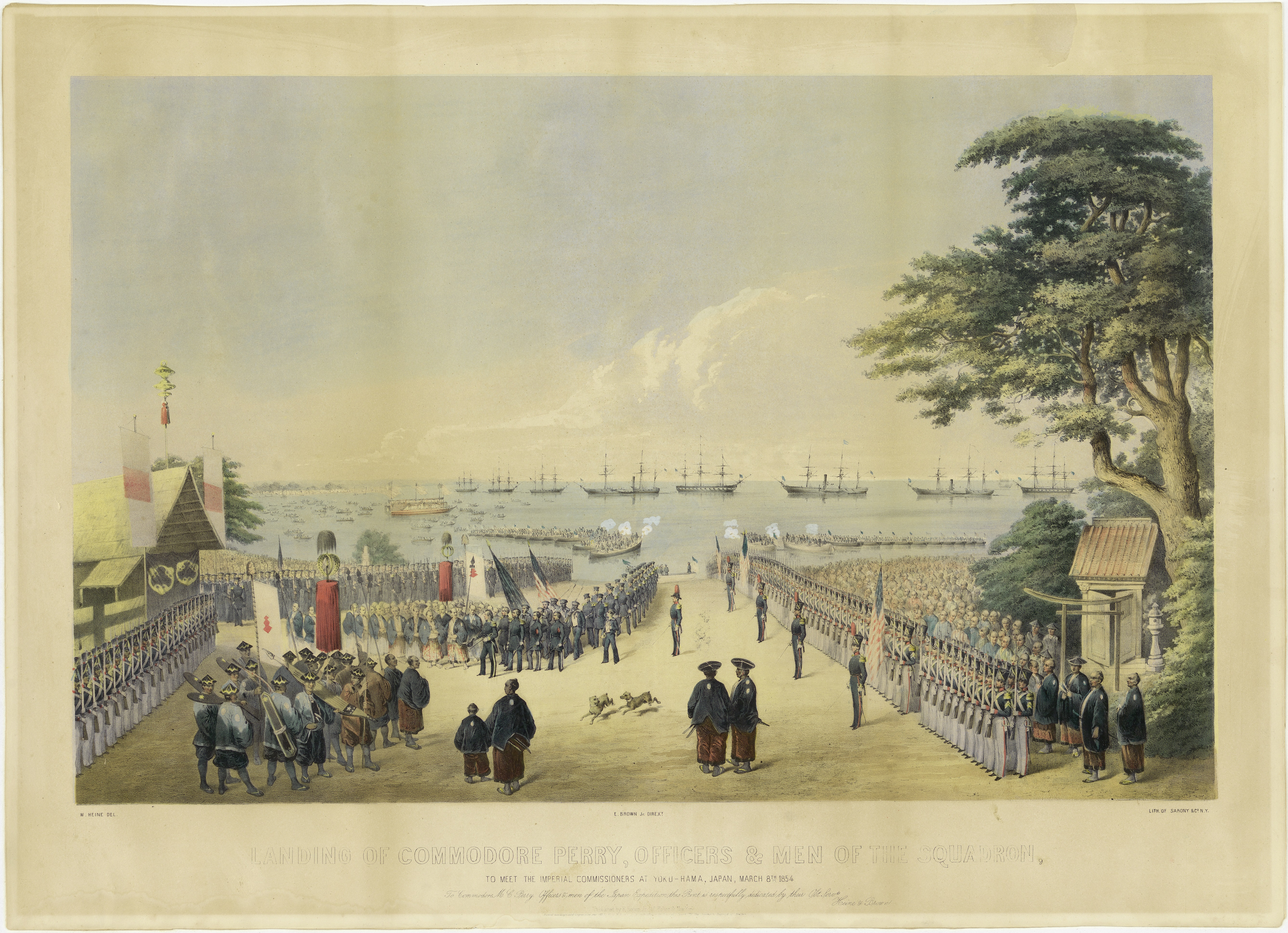
Візит Перрі у 1854 році з метою «відкрити Японію».

У червні 1853 року (6 року Каей) невелика флотилія США із 4 військових кораблів з 100 гарматами на борту, під командуванням командора Меттью Перрі прибула до Японії, до бухти Ураґава (сучасна префектура Канаґава), поруч із Едоською затокою. Перрі передав японській стороні ультимативний лист президента США з вимогою відкрити японські порти. Повідомивши сьоґунат, що прибуде наступного року за відповіддю, командор повернувся на батьківщину.
Самурайський уряд опинився у сум'ятті. Реальної збройної сили протистояти США він не мав, але прагнув дотримуватися курсу «закритої країни». Головний відповідальний за урядові справами Абе Масахіро провів загальні збори усіх даймьо Японії для випрацювання плану подальших дій, проте ефективного рішення знайдено не було. Самі ж збори спричинили падіння авторитету сьоґунату, додавши віри місцевим самураям в те, що важливі політичні питання слід приймати колегіально, а не одноосібним рішенням посадовців Едо.

#### Японсько-американський договір дружби
У січні 1854 року Метью Перрі вдруге прибув зі своєю флотилією до Японії. У результаті переговорів, сьоґунат пристав на вимоги США й у березні того ж року підписав Японсько-американський договір миру й дружби. Курсу ізоляції було покладено край, Японія «відкривала» себе Заходу. За цим договором самурайський уряд надавав дозвіл судам США входити у порти Сімода (сучасна префектура Сідзуока) і Хакодате (сучасна префектура Хоккайдо), зобов'язувався надавати їм провізію і паливо, та дозволяв будівництво консульства США у Сімода.
У 1856 році новопризначений генеральний консул США в Японії, Таунзенд Гарріс, почав вимагати від японських властей підписання торгового договору між обома країнами. Урядовці сьоґунату вкотре не змогли проявити політичної волі, розколовшись на прибічників і опонентів укладання чергової угоди з іноземцями. У результаті, обидві групи звернулися за арбітражем у цій справі до імператорського двору в Кіото. Це був нечуваний крок за всю 250-літню історію самурайського уряду, якому двір свого часу делегував усю повноту влади. Такі дії сьоґунату ще більше підірвали його престиж в очах населення, яке відтепер бачило кіотського монарха єдиним можливим спасителем Японії від «варварського поневолення».

### Антиурядова опозиція

#### Укладання нерівноправних договорів

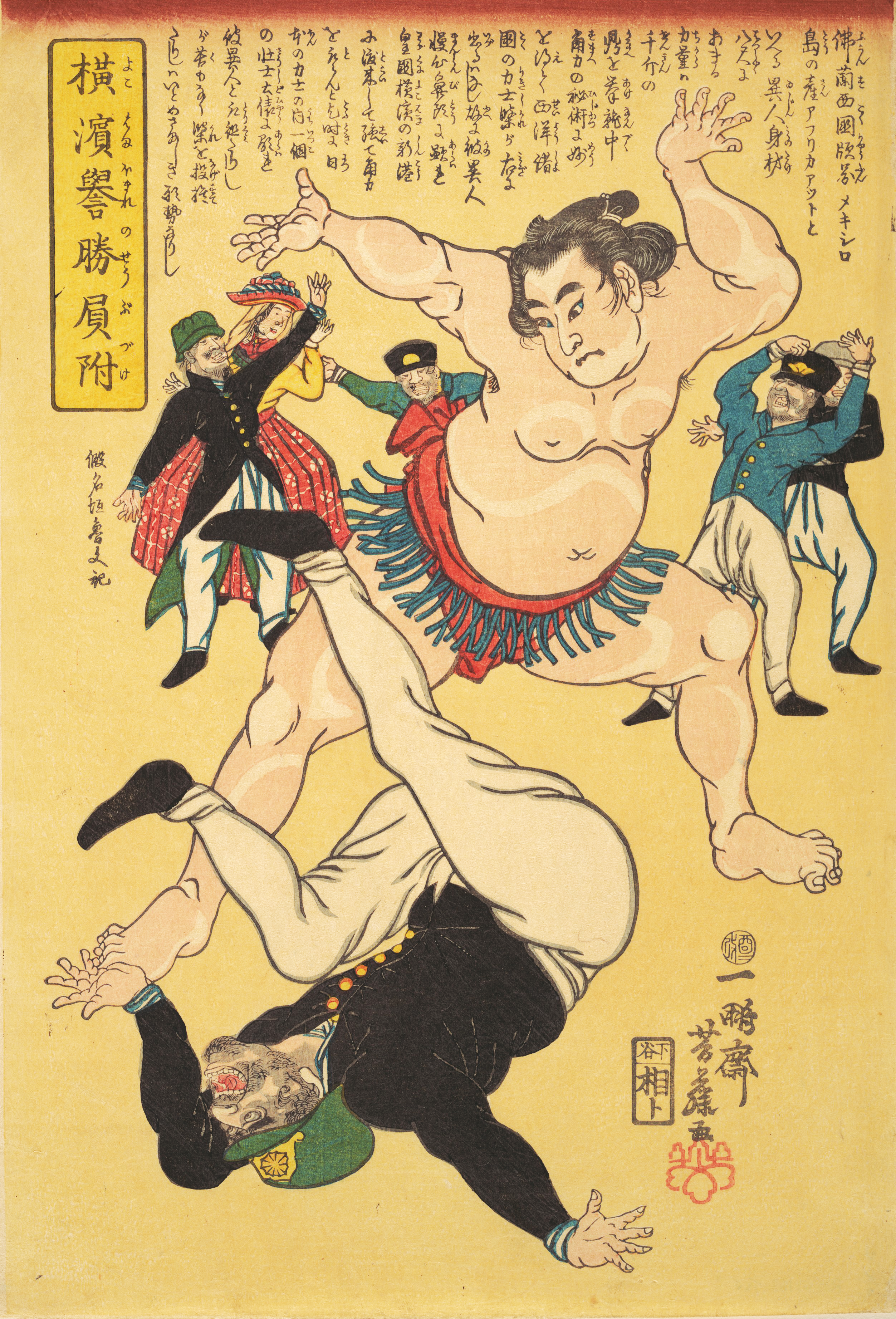
Перемога японського силача над американським військовим у змаганнях у Йокогамі. Свідчення переваги японців над «варварами».

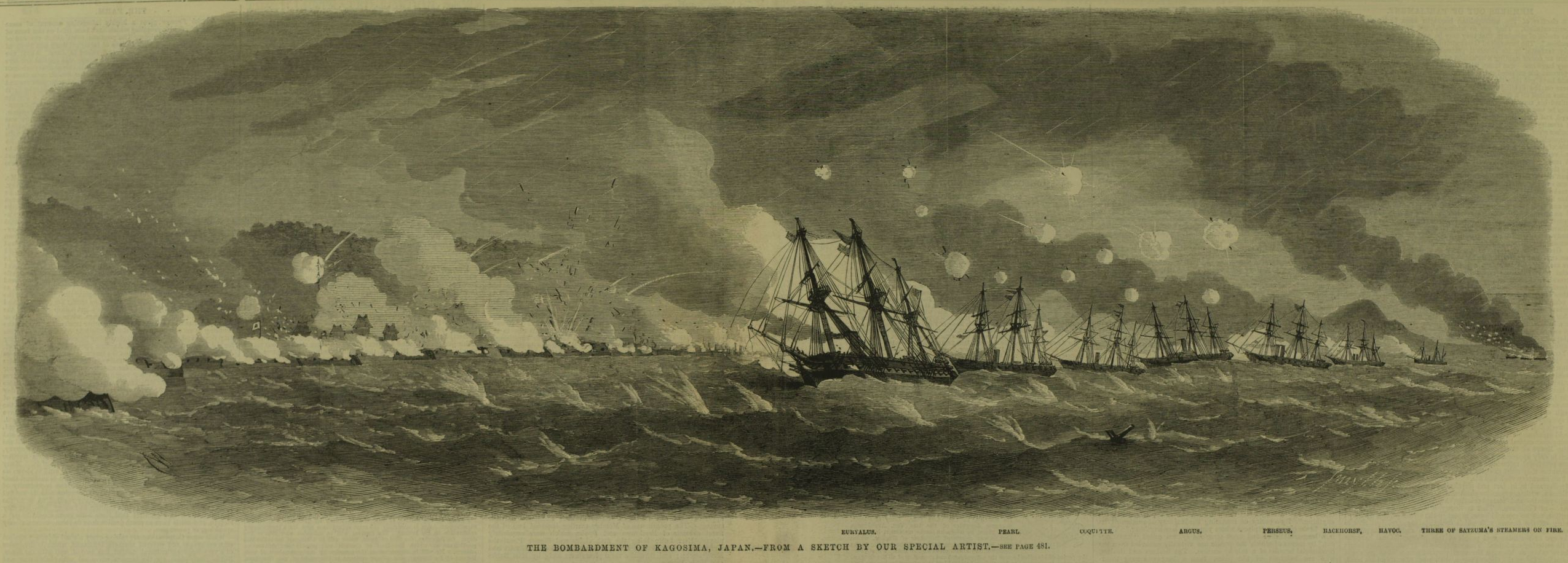
Сацумсько-британська війна. Обстріл британцями Каґошіми.

У 1858 році (5 році Ансей) сьоґунат, не дочекавшись дозволу імператорського двору, самовільно уклав Японсько-американський договір про дружбу і торгівлю, за яким відкрив для суден США ще 5 портів — Хакодате, Йокогама, Ніїґата, Кобе і Наґасакі. Згодом подібні договори підписали з Нідерландами, Росією, Великою Британією та Францією. Ці договори були нерівноправними, оскільки японська сторона не могла судити іноземців за своїми законами, а також не мала права встановлювати мито на ввіз товарів з закордону.

#### Рух «Шануймо Імператора, виженемо варварів»
Після підписання договорів серед японського населення, насамперед самурайства, здійнявся шквал критики на сьоґунат, який знехтував думкою імператора і капітулював перед іноземними державами. Прихильники політичного курсу за передачу повноти влади імператору і поборники вигнання іноземців об'єдналися у один рух «Шануймо Імператора, виженемо варварів!». Через різкі антиурядові заяви близько сотні лідерів руху були заарештовані і страчені за наказом головного високопосадовця сьоґунату, Ії Наосуке, який був відповідальний за укладення договорів. Серед покараних були відомі на всю Японію мислителі — голова Міто-хан Токуґава Наріакі і вчений з Тьосю-хан Йосіда Сьоїн. Ці репресії проти руху «Шануймо монарха, виженемо варварів» отримали назву «репресії Ансей».
Проте у 1860 році (1 році Ман'ен) трапився інцидент біля воріт Сакурада, в якому Ії Наосуке був убитий дорогою до Едоського замку. Це вбивство завдало сильного удару по престижу сьоґунату, а антиурядова опозиція отримала новий приток сил. Її центром поступово ставав західнояпонський Тьосю-хан. Його управлінці Такасуґі Сінсаку та Кідо Такайосі, які були учнями страченого Йосіди Сьоїна, налагодили стосунки з кіотськими аристократами і навернули багатьох аристократів імператорського двору до опозиційного руху.

#### Збройні конфлікти з іноземними державами
Разом із Тьосю-хан впливовою антиурядовою силою стало володіння Сацума-хан. У 1862 році тамтешні самураї зарубали британця, який порушив місцевий звичай, намагаючись пробитися верхи на коні через колону японських вояків. Через цей інцидент спалахнула сацумсько-британська війна, у якій столиця Сацума-хану була зруйнована, а Велика Британія отримала чималу контрибуцію.
У зв'язку з наполегливими вимогами кіотського двору «вигнати варварів» з Японії, 1863 року (3 року Бункю) сьоґунат віддав наказ усім ханам очистити країну від іноземців. Користуючись цим вояки Тьосю-хан потопили іноземні торгові суда, які зайшли в порт Сімоносекі, розв'язавши тим самим нову війну. У відповідь, наступного року, об'єднана флотилія Британії, Франції, США і Нідерландів атакувала нападників і захопила прибережні райони їхніх володінь. Тьосю-хан програв цю війну, а іноземні держави, як і рік тому, отримали нові привілеї і контрибуцію.
Самураї з Тьосю-хан і Сацума-хан були єдиними в Японії, хто відчув на собі збройну перевагу Заходу. Усвідомивши, що політика «вигнання варварів» веде до відкритого збройного конфлікту, в якому японцям не перемогти, вони таємно перейшли на позиції «відкриття країни» іноземцям. Сацума-хан і Тьосю-хан почали закуповувати зброю у західних держав, продовжуючи традиційну критику сьоґунату.

### Останні дні сьоґунату

#### Союз Сацума-хан і Тьюсю-хан
Наприкінці 1863 року (3 році Бункю) для придушення антиурядових сил на чолі з Тьосю-хан, сьоґунат вигнав з імператорського двору опозиціонерів і створив коаліцію з ханів роду Токуґава і Айдзу-хан. Уряд також спромігся долучити до цієї коаліції Сацума-хан, тим самим ізоляціонувавши політичних противників. Наступного року сьоґунат здійснив каральний похід проти Тьосю-хан і змусив його капітулювати. Проте незабаром самураї цього хану під проводом Такасуґі Сінсаку і Кідо Такайосі скинули проурядових ставлеників і Тьосю повернувся на позиції лідера всеяпонської опозиції.
|                |                |                |
| Сайґо Такаморі | Сакамото Рьома | Окубо Тосіміті |

Між тим, політикою Сацума-хан почали керувати Сайґо Такаморі і Окубо Тосіміті, які почали переозброєння своїх сил враховуючи гіркий досвід сацумсько-англійської війни. Вони полишили владну коаліцію і перейшли на позиції критики сьоґунату.
У 1866 році (2 році Кей'о), за посередництва самурая з Тоса-хан, Сакамото Рьоми, було укладено таємний союз ханів Сацума і Тьюсю. Метою союзу стало повалення сьоґунату і створення єдиної, унітарної, сильної Японії.

#### Ліквідація сьоґунату

Токуґава Йосінобу у замку Нідзьо оголошує своїм підлеглим рішення повернути владу в Японії Імператору.

У 1866 році обставини склалися на користь антиурядових сил. Новим сьоґуном став малодосвідчений Токуґава Йосінобу, а замість симпатика сьоґунату, покійного імператора Комея, на трон зійшов 14-річний імператор Мейдзі.
Йосінобу вважав, що підтримувати життєздатність управлінської системи Японії у формі сьоґунату неможливо. Він планував створити новий колегіальний уряд з усіх японських даймьо на чолі з імператором, в якому рід Токуґава продовжував би утримувати реальну владу як прем'єр-міністр. Виходячи з цих помислів, у жовтні 1867 року Йосінобу повернув посаду сьоґуна і повноту політичної влади японському Імператору.
Опозиціонери лише цього і чекали. Сайґо Такаморі, Окубо Тосіміті та Кіто Такайосі, разом із лідером двірських аристократів Івакура Томомі, запропонували імператору заслати Йосінобу і конфіскувати усі землі роду Токуґави. У результаті цього, наприкінці 1867 року було видано «Указ про реставрацію Імператорського правління», за яким проголошувалось створення нового уряду на чолі з імператором, а ідеалом держави визначалась стародавня унітарна і централізована Японія 8—10 століть. Сьоґунат Токуґава ліквідовувався, а родина Токуґава усувалась від управління країною. Разом із знищенням сьоґунату завершилась 260-літня доба Едо та епоха домінування самураїв у японському політичному житті. Для Японії наставали нові часи модернізації та імперіалізму — період Мейдзі.

## Додаткова інформація